# Deckenpfronn
Deckenpfronn è un comune tedesco di 2 929 abitanti, situato nel land del Baden-Württemberg.